# Desmanthus richardianus
Desmanthus richardianus là một loài thực vật có hoa trong họ Đậu. Loài này được (Baill.) Drake miêu tả khoa học đầu tiên năm 1903.